# Thomas Carlyle (schrijver)

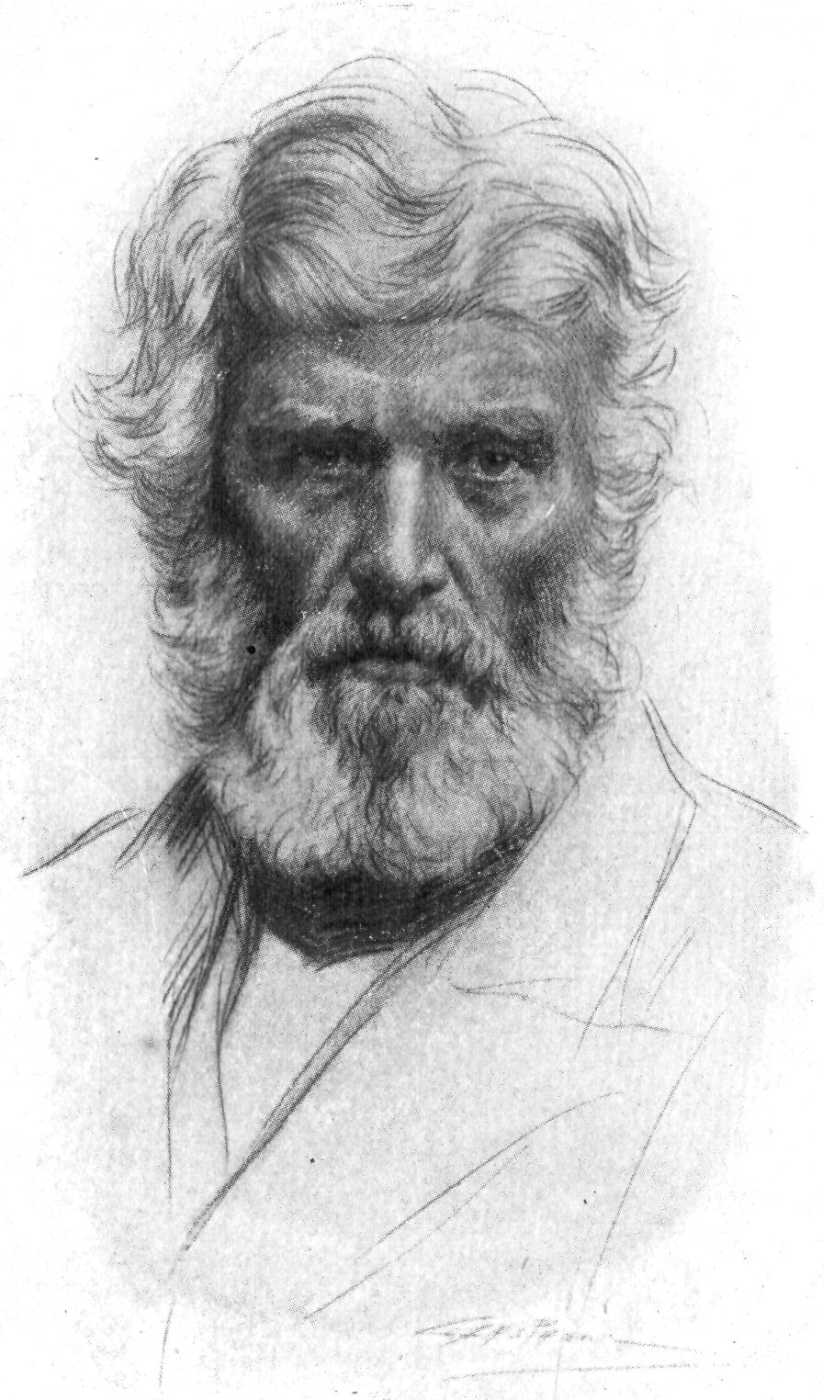
Thomas Carlyle (1795-1881)

Thomas Carlyle (Ecclefechan, 4 december 1795 - Londen, 5 februari 1881) was een Schots schrijver, historicus en wiskundige, wiens literaire werk grote invloed had in het victoriaanse tijdperk.

## Jeugd en invloeden
Carlyle werd geboren in Ecclefechan, gelegen in de regio Dumfries and Galloway in Schotland, en bezocht de plaatselijke school in Annan. Hij werd sterk beïnvloed door het calvinisme van zowel zijn familie als zijn land. Nadat hij vanaf zijn 14e jaar de Universiteit van Edinburgh had bezocht, werd hij wiskundeleraar, eerst in Annan en vervolgens in Kirkcaldy, waar zich een hechte vriendschap ontwikkelde met de enkele jaren oudere theologiestudent Edward Irving. Van 1819 tot en met 1821 was Carlyle opnieuw verbonden aan de universiteit van Edinburgh, waar hij een intense geloofscrisis doormaakte die tien jaar later het materiaal zou opleveren voor 'Sartor Resartus'. Naast meerdere vertalingen van wiskundige werken (o.a. Legendres Éléments de Géométrie, in 1828), had hij al sinds 1823 meegewerkt aan Sir David Brewsters Edinburgh Encyclopaedia en tevens aan The Edinburgh Review, met onder meer essays over Montesquieu, Montaigne en Nelson.
In de meetkunde is Carlyle bekend door de naar hem genoemde Carlyle-cirkel. Deze cirkel wordt gebruikt om grafisch een vierkantsvergelijking op te lossen. De cirkel kan ook worden gebruikt bij de constructie met passer en (ongemerkte) liniaal van regelmatige veelhoeken.

## Carlyle en de Duitse literatuur
De nieuwere Duitse literatuur nam hem vervolgens helemaal in beslag. Niemand heeft er meer dan Carlyle aan bijgedragen dat haar bekendheid in Engeland verspreid werd. Zijn naam als deskundige op het gebied van Duitse letterkunde werd gevestigd door een serie essays in Frazer's Magazine. In een tijdspanne van enkele jaren publiceerde hij een vertaling van Goethes Wilhelm Meister: William Meister's apprenticeship (Edinburgh 1825, 3 delen), een biografie van Schiller: Life of Schiller, an examination of his works (Londen 1825), en een bloemlezing van vertaling uit het werk van Goethe, Fouqué, Tieck, Musäus, Jean Paul, Hoffmann en anderen, met kritische en biografische inleidingen onder de titel German romances (Edinburgh 1827, 4 delen). Daarnaast schreef hij een groot aantal kleinere opstellen, bijvoorbeeld over Werner, Novalis, de briefwisseling van Goethe met Schiller, Heine, het Nibelungenlied, etc., die later met andere in de verzameling van zijn essays (5 delen) zijn samengebracht. Zijn denken werd hevig beïnvloed door het Duitse 'Transcendentalisme', in het bijzonder door het werk van Fichte.

## Verdere levensloop
In 1826 trouwde Carlyle met Jane Welsh. De uitgebreide briefwisseling tussen Carlyle en zijn vrouw is later gepubliceerd en toont dat de onderlinge genegenheid regelmatig door flinke ruzies verstoord werd. In 1834 verhuisde Carlyle naar Londen en begon zich onder de bekende Londenaren te bewegen, dankzij de bekendheid van Sartor Resartus. In het Verenigd Koninkrijk werd Carlyle's succes verzekerd door het verschijnen van zijn driedelige werk over de Franse Revolutie in 1837. Nadat het gereedgekomen manuscript van het boek per ongeluk was verbrand door de dienstbode van de filosoof John Stuart Mill, moest Carlyle weer vanaf nul beginnen. De tweede versie die hieruit voortkwam, werd gekenmerkt door een passionele intensiteit, die tot dat moment onbekend was in de geschiedschrijving. Carlyle's verslag van de motieven en noden die de gebeurtenissen in Frankrijk hadden veroorzaakt, voorzag in het politiek gespannen Europa van die tijd, waarin men tussen angst en hoop op revolutie leefde, in een grote behoefte.
Carlyle zette zich ook in voor het herinvoeren van de slavernij, die in 1833 was afgeschaft door Groot-Brittannië. Ruim vijftien jaar later stelde hij vast dat er grote werkloosheid heerste onder de zwarte bevolking van West-Indië, wat hij weet aan hun inferieure natuur. De "weldadige zweep" was voor hem de enige manier om dit "suffe tweevoetige vee" aan het werk te krijgen. Het was ook in deze context dat hij de economie denigrerend omschreef als "the dismal science" (de sombere wetenschap), die alles wilde verklaren door vraag en aanbod, terwijl het voor hem duidelijk was dat minderwaardige rassen als zwarten en Ieren niet op dergelijke prikkels reageerden.
Nadat Jane Carlyle, die inmiddels invalide was, onverwacht overleed in 1866, trok Thomas Carlyle zich gedeeltelijk terug uit het actieve leven. Wel werd hij datzelfde jaar benoemd tot rector van de Universiteit van Edinburgh, waarbij zijn inaugurele rede van 2 april werd gepubliceerd onder de titel On the choice of books. In 1874 werd hij opgenomen in de exclusieve Orde "Pour le Mérite". In 1875 verscheen The Early Kings of Norway: Also an Essay on the Portraits of John Knox.
Carlyle overleed op 5 februari 1881 te Londen. Hij kon begraven worden in Westminster Abbey, maar zijn eigen wens om in Ecclefechan naast zijn ouders begraven te worden, werd gerespecteerd.

## Enkele citaten
- "De ziel van de mens groeit niet van het loon, maar van de arbeid waarmee het loon verdiend werd."
- "In de boeken ligt de ziel van het ganse verleden."
- "Zelfwerkzaamheid is het beste waartoe een boek de lezer kan brengen."
- "Volharding is geconcentreerd geduld."

## Werken
- (1829) Signs of the Times - volledige tekst bij The Victorian Web
- (1831) Sartor Resartus - volledige tekst bij Project Gutenberg - Nederlandse editie: Sartor-resartus: het leven en de gevoelens van den Heer Diogenes Teufelsdröckh in drie boeken (1833-1834).
- (1837) The French Revolution: A History - volledige tekst bij Project Gutenberg - in het Nederlands verschenen onder de titels De Fransche Omwenteling. Een geschiedkundig tafereel... en De Fransche Revolutie. (beide oorspronkelijk in 3 delen).
- (1841) On Heroes And Hero Worship And The Heroic In History - volledige tekst bij Project Gutenberg - In het Nederlands verschenen onder de titel (Zes lezingen over) helden, heldenverering en heldengeest in de geschiedenis.
- (1843) Past and Present
- (1845) Letters and Speeches of Oliver Cromwell
- (1849) An Occasional Discourse on the Nigger Question - volledige tekst bij Online text
- (1850) Latter-Day Pamphlets (inhoud: The Present Time, Model Prisons, Downing Street, The New Downing Street, Stump-orator, Parliaments, Hudson's Statue, Jesuitism) - volledige tekst bij Project Gutenberg
- (1851) The Life Of John Sterling - volledige tekst bij Project Gutenberg
- (1858-1865) History Of Friedrich II Of Prussia (6 delen) - volledige tekst bij Project Gutenberg
- (1867) Shooting Niagara: and After?
- (1871) Collected Works (34 delen)
- (1875) The Early Kings of Norway: Also an Essay on the Portraits of John Knox
- (1881) Reminscences (redactie door James Anthony Froude)

## Enkele biografieën
- E.P. Hood: Thomas Carlyle. Philosophic Thinker, Theologian, HIstorian, and Poet (Londen 1875)
- R.H. Shepherd: Memoirs of the life and writings of Thomas Carlyle (Londen 1881, 2 delen)
- J.A. Froude: Thomas Carlyle, a history of the first forty years of his life (Londen 1882, 2 delen)
- D. Masson: Carlyle; personally and in his writings (Londen, 1885).

## Voetnoten
1. 1 2  (en) Collins Concise Encyclopedia. William Collins Sons & Co. Ltd., Norwich, Verenigd Koninkrijk (1977), p. 106. ISBN 0-00-434317-4.
2. ↑  Thomas Carlyle, "Occasional Discourse on the Negro Question", in: Fraser's Magazine for Town and Country, 1849, nr. 40, p. 675

- Bibsys: 90052727
- Biblioteca Nacional de Chile: 000041340
- Biblioteca Nacional de España: XX1721275
- Bibliothèque nationale de France: cb120243835 (data)
- Catàleg d'autoritats de noms i títols de Catalunya: 981058523596806706
- CiNii: DA00923914
- Digitale Bibliotheek voor de Nederlandse Letteren: carl002
- Gemeinsame Normdatei: 118519131
- International Standard Name Identifier: 0000 0001 2128 811X
- Library of Congress Control Number: n79022968
- Nationale Bibliotheek van Letland: 000031443
- MusicBrainz: 21ffe928-26b7-4707-971f-bd4e652e775a
- Bibliotheek van het Japanse parlement: 00435308
- Nationale Bibliotheek van Tsjechië: jn20010602757
- Nationale bibliotheek van Australië: 35025939
- Nationale Bibliotheek van Israël: 987007259579905171
- Nationale Bibliotheek van Polen: a0000001178441
- Nationale en Universitaire bibliotheek Zagreb: 000088350
- Nederlandse Thesaurus van Auteursnamen: 180047965
- PIC: 288382
- Réseau des bibliothèques de Suisse occidentale: 02-A003077839
- Istituto Centrale per il Catalogo Unico: CFIV081162
- LIBRIS: 182751
- SNAC: w6vd6wcp
- Système universitaire de documentation: 028401514
- Museum of New Zealand Te Papa Tongarewa: 73914
- Trove: 799590
- Union List of Artist Names: 500315436
- Virtual International Authority File: 39390702
- WorldCat: E39PBJjd9838CT8pHCbkGwKGHC